# Сельская гмина

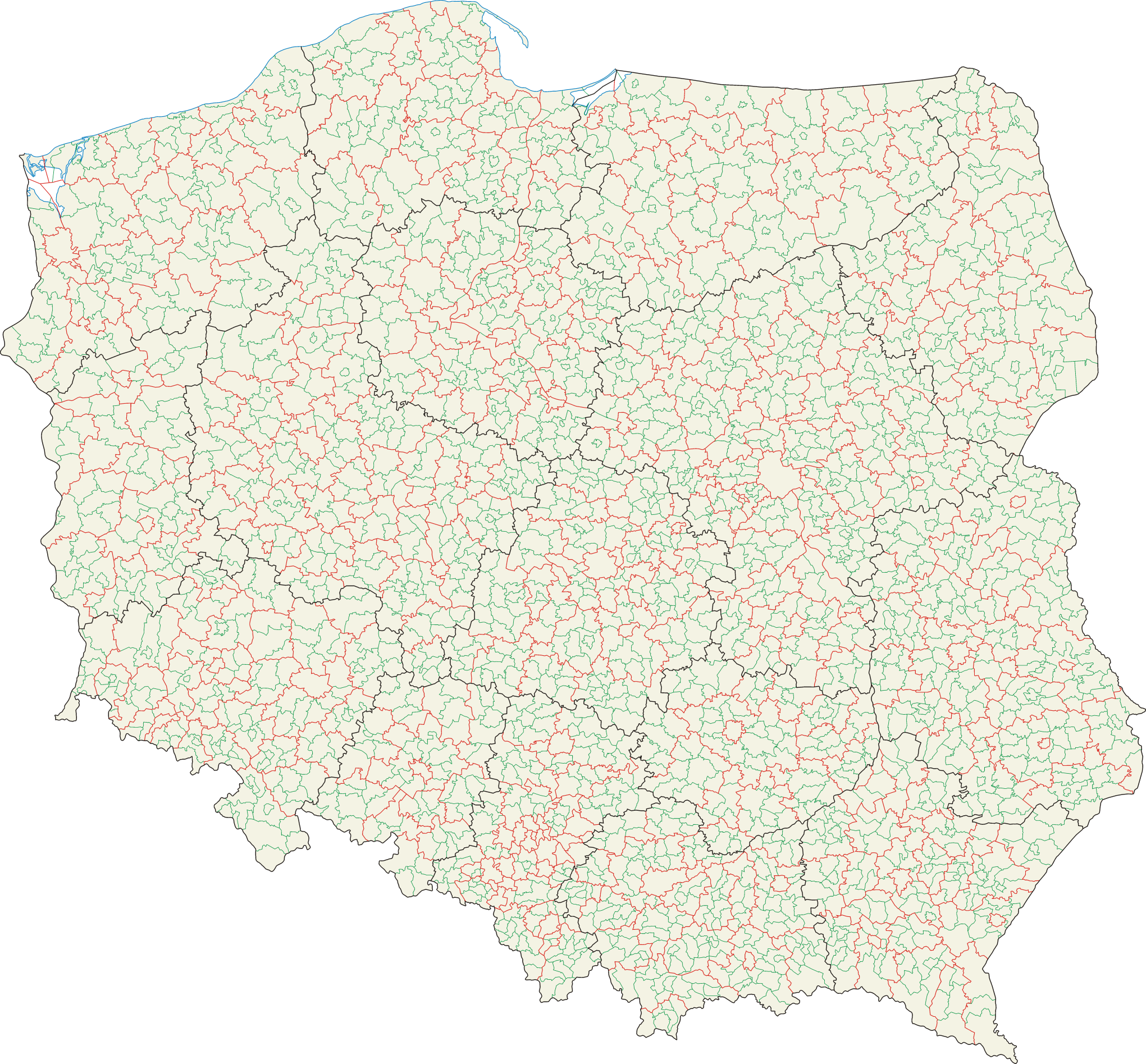
Карта гмин в Польше (границы зелёного цвета).

Сельская гмина (пол. gmina wiejska) — гмина Польши, территория которой не имеет в своем составе ни одного города (иногда правление такой гмины находится в соседнем городе).
Раньше в Польше эквивалентом сельской гмины была община (пол. gromada). В период с XV до XVIII века такая гмина была наименьшей единицей административно-территориального деления Польши и в некоторой степени единицей местного самоуправления на селе. Слово «громада» также использовалась в отношении жителей одного прихода или прослойки городской бедноты.
После разделов Речи Посполитой система внутреннего разделения и круг полномочий управлений гмин изменялись в соответствии с правовыми системами государств, в состав которых отошли части Речи Посполитой. Как правило, в частях Речи Посполитой, которые отошли к Пруссии и Австрии доминировали гмины, которые состояли из одного села (пол. gminy jednostkowe). В части, которая отошла к России, после 1864 года община была включена в качестве низшей территориальной единицы в состав сельской общины (пол. gmina zbiorowa), которая состояла из нескольких сёл и была аналогом современного солетства.
В межвоенное время Законом о местном самоуправлении с 1933 года были введены в обращение одно- и многосельские (коллективные) гмины. В состав коллективной гмины входили несколько общин, во главе которых стоял совет общины (в более мелких общинах — общий сбор общины) и староста.
Таким образом сельские гмины функционировали до реформы 1954 года, в результате которой коллективные гмины были ликвидированы, а наименьшей единицей административно-территориального деления Польши стали общины (громады).
Очередная реформа 1973 года ликвидировала общины и заново ввела коллективные гмины (пол. gminy zbiorowe) вместе со вспомогательными единицами гмины низшего уровня или солетствами.
Вместе с тем общины, как и гмины, начиная с 1950 года были органами общей государственной власти, а не местного самоуправления. Это касается и городских гмин.